# بحر اليابان
بحر اليابان (البحر الشرقي) بحر حدي يقع غربي المحيط الهاديء. لكنه يشابه البحر المتوسط في عدم وجود أمواج مدية فيه نتيجه انغلاقه التام. يتشكل بحراليابان بين الجزر اليابانية: هوكايدو، هونشو، كيوشو إضافة إلى الجزيرة الروسية ساخالين إلى الشرق، وكوريا وروسيا إلى الغرب. يبلغ طول أعمق نقطة فيه 3,742 متر تحت مستوى البحر، ويبلغ متوسط العمق 1752 متر، أما المساحة السطحية فتقدر بحوالي 978,000 كم².

## المناخ
يتميز مناخ البحر بمياهه الدافئة ورياحه الموسمية. يؤدي هذا المزيج إلى مستوى تبخر قوي، إذ يمكن ملاحظة ذلك على وجه الخصوص بين شهري أكتوبر ومارس بالتزامن مع قدوم الرياح الموسمية الشمالية الغربية القوية (12-15 متر في الثانية [39-49 قدم في الثانية] أو أعلى) التي تجلب معها الهواء القاري البارد والجاف. يتجه التبخر الناجم عن البحر جنوبًا، ما يتسبب في تساقط الثلوج على السواحل الغربية الجبلية لليابان. تجلب الرياح الموسمية الشتوية هذه الأعاصير المدارية والعواصف، مع وصول الأمواج إلى ارتفاع 8-10 أمتار (26-33 قدم) ما يؤدي إلى تآكل السواحل الغربية لليابان. سُجلت أيضًا أمواج التسونامي في البحر. بالإضافة إلى ذلك، تعمل الرياح الموسمية على تعزيز الحمل الحراري للمياه السطحية، حتى أعماق 30 متر (98 قدم).
يمثل يناير وفبراير الشهرين الأبرد، إذ يبلغ متوسط درجة حرارة الهواء في الشمال −20 درجة مئوية (−4 درجة فهرنهايت) ويبلغ في الجنوب 5 درجات مئوية (41 درجة فهرنهايت). يتجمد الربع الشمالي من بحر اليابان، على وجه التحديد ساحل سيبيريا ومضيق تارتاري، لفترة 4-5 أشهر تقريبًا. يتفاوت توقيت التجمد واتساعه من عام إلى آخر، إذ من المحتمل بدء تكون الجليد في الخلجان في وقت مبكر من شهر أكتوبر وقد تستمر بقاياه حتى شهر يونيو. يحافظ الغطاء الجليدي على استمراريته في الخلجان فقط إذ يكون مجموعة من الرقع العائمة في البحر المفتوح. يؤدي ذوبان الجليد في الربيع إلى ظهور تيارات باردة في المناطق الشمالية. 
تنخفض سرعة الرياح في فصل الصيف إلى 2-7 متر في الثانية (6.6-23.0 قدم في الثانية) وينعكس اتجاهها، إذ يهب الهواء الرطب والدافئ من شمال المحيط الهادئ إلى البر الرئيسي الآسيوي. يمثل أغسطس الشهر الأكثر دفئًا، بمتوسط درجة حرارة هواء 15 درجة مئوية (59 درجة فهرنهايت) في الشمال و25 درجة مئوية (77 درجة فهرنهايت) في الجنوب. ترتفع النسبة السنوية لهطول الأمطار من 310-500 ملم (12-20 بوصة) في الشمال الغربي إلى 1500-2000 ملم (59-79 بوصة) في الجنوب الشرقي.
يمكن أحيانًا رصد نمط غريب من السحب المضطربة فوق بحر اليابان، إذ يُطلق عليها دوامات فون كارمان. تتطلب هذه الظاهرة وجود مجال ثابت من السحب المنخفضة التي تدفعها الرياح فوق عقبة صغيرة (معزولة) وطويلة، وغالبًا ما تتشكل فوق الجزر الجبلية الصغيرة. يتميز بحر اليابان بظروف ملائمة لتشكل هذه الظاهرة نظرًا إلى الرياح المتكررة والسماء الملبدة بالغيوم، فضلًا عن الجزر الطويلة صغيرة الحجم مثل جزيرة ريشيري (1721 متر أو 5646 قدم)، وأولونغدو (984 متر أو 3228 قدم) وأوشيما (732 متر أو 2402 قدم).

## الأحياء النباتية والحيوانية
يؤدي التركيز العالي للأكسجين المذاب إلى ثراء الحياة المائية في بحر اليابان – إذ يحتوي البحر على ما يتجاوز 800 نوع من النباتات المائية وما يتجاوز 3500 نوع حيواني، بما في ذلك ما يتجاوز 900 نوع من القشريات، وما يقارب 1000 نوع من الأسماك و26 نوع من الثدييات. تحتوي المناطق الساحلية على عدة كيلوغرامات من الكتلة الحيوية في كل متر مربع. تشمل الأسماك البحرية (المحيطية) سمك الصوري، والماكريل، والإسقمري الجاك، والسردين، والأنشوجة، والرنجة، والأسبورية، والحبار، والعديد من أنواع السلمون المختلفة والسلمون المرقط. تشمل الأسماك القاعية (التي تعيش في قاع البحر) البقلة، والبلوق والماكريل الأتكا.
تشمل الثدييات الفقمة والحيتان (التي تمثل سبب التسمية القديمة للحوض في اللغة الصينية إذ أُطلق عليه اسم بحر الحيتان)، وتشمل القشريات كلًا من الجمبري وسرطان البحر. نظرًا إلى المضايق الضحلة الواصلة بين البحر والمحيط الهادئ، لا يحتوي بحر اليابان على أحياء حيوانية محيطية مميزة في أعماقه. تُعرف الأحياء النباتية والحيوانية الفريدة في المنطقة القريبة من بحر اليابان باسم «عناصر بحر اليابان».

## الاقتصاد
يمثل صيد الأسماك النشاط الاقتصادي الرئيسي في بحر اليابان منذ فترات طويلة. تتركز هذه ممارسات الصيد بشكل أساسي على الجرف القاري وبالقرب منه، وتشمل في المقام الأول سمك الرنكة، وسمك السردين وسمك التونة أزرق الزعانف. مع ذلك، استُنزفت أعداد هذه الأنواع بعد الحرب العالمية الثانية. يمكن اصطياد الحبار في الغالب بالقرب من مركز البحر بينما يتركز السلمون بالقرب من الشواطئ الشمالية والجنوبية الغربية. يتميز البحر أيضًا بإنتاج متطور من الأعشاب البحرية.
تتضح أهمية صيد الأسماك في بحر اليابان من خلال النزاعات الإقليمية بين اليابان وكوريا الجنوبية حول صخور ليانكورت وبين اليابان وروسيا حول جزر الكوريل. تنعكس هذه الأهمية أيضًا في العديد من الأساطير، مثل أسطورة صخرة هيشي، التي تحكي قصة اختفاء سمك الرنجة من بحر اليابان ذات يوم، إذ ألقت جنية عجوز زجاجة بها ماء سحري في البحر ليمتلئ مجددًا بسمك الرنجة. علقت الزجاجة بقاع البحر وتحولت إلى صخرة، لتصبح هذه الصخرة تمثيلًا لإله بحر اليابان.
تمثل فلاديفوستوك قاعدة لأسطول صيد الحيتان الروسي. على الرغم من تمركز عمل الأسطول في البحار الشمالية، يخضع إنتاجه للمعالجة والتوزيع جزئيًا في منطقة فلاديفوستوك. تُعتبر فلاديفوستوك المحطة النهائية لسكة الحديد العابرة لسيبيريا المسؤولة عن نقل العديد من البضائع من وإلى الميناء الرئيسي هذا. توجد أيضًا خدمة عبّارات منتظمة عبر مضيق تارتاري بين ميناء فانينو القاري الروسي وخولمسك في ساخالين.
يحتوي بحر اليابان على رمال المغنتيت بالإضافة إلى حقول الغاز الطبيعي والبترول بالقرب من الجزء الشمالي من اليابان وجزيرة ساخالين. تُرسل الشحنات عبر البحر باعتدال، إذ يرجع ذلك إلى العلاقات الباردة بين العديد من الدول المجاورة. نتيجة لذلك، تقع أكبر موانئ اليابان على ساحل المحيط الهادئ، وتشمل الموانئ البارزة على بحر اليابان كلًا من نيغاتا، وتسوروتا ومايزورو. من جهة أخرى، تشمل موانئ كوريا الجنوبية الرئيسية الواقعة على بحر اليابان كلًا من بوسان، وألسان وبوهانغ الواقعة على الساحل الجنوبي الشرقي لشبه الجزيرة الكورية، لكن تستهدف هذه الموانئ بشكل أساسي الدول غير المطلة على بحر اليابان.
يخدم ميناء فلاديفوستوك الروسي الرئيسي بشكل أساسي الشحنات الداخلية، في يعتُبر ميناء ناخودكا وميناء فوستوتشني دوليين ويتميزان بتبادل نشط مع كل من اليابان وكوريا الجنوبية. تشمل الموانئ الروسية البارزة الأخرى كلًا من سوفتسكايا غافان، وأليكساندروفيسك ساخالينسكي وخولمسك، بينما تشمل الموانئ الرئيسية في كوريا الشمالية كلًا من وونسان، وهامهنغ وتشونغجين. تشهد كثافة الشحنات المرسلة عبر بحر اليابان زيادة مستمرة نتيجة لنمو اقتصادات شرق آسيا.

## الخلاف على تسمية بحر اليابان
تعود الخلافات بين اليابان وكوريا الجنوبية خلافات حول تسمية البحر، بسبب أن الجيش الياباني عندما احتل كوريا، سميت بالبحر اليابان، وبينما الكوريون يرفضون هذه التسمية وتسمى بحر الشرق، كما أن خلافات بين العرب والفرس حول اسم الخليج، فكلاهما لم تكن خلافات لفظية بل كانت أيضاً اقتصادية واجتماعية وسياسية وعسكرية، قررت الأمم المتحدة بجعل جزيرة معزولة بين كوريا واليابان سداً كي لا يشتد الخلافات مجدداً.

## معرض صور

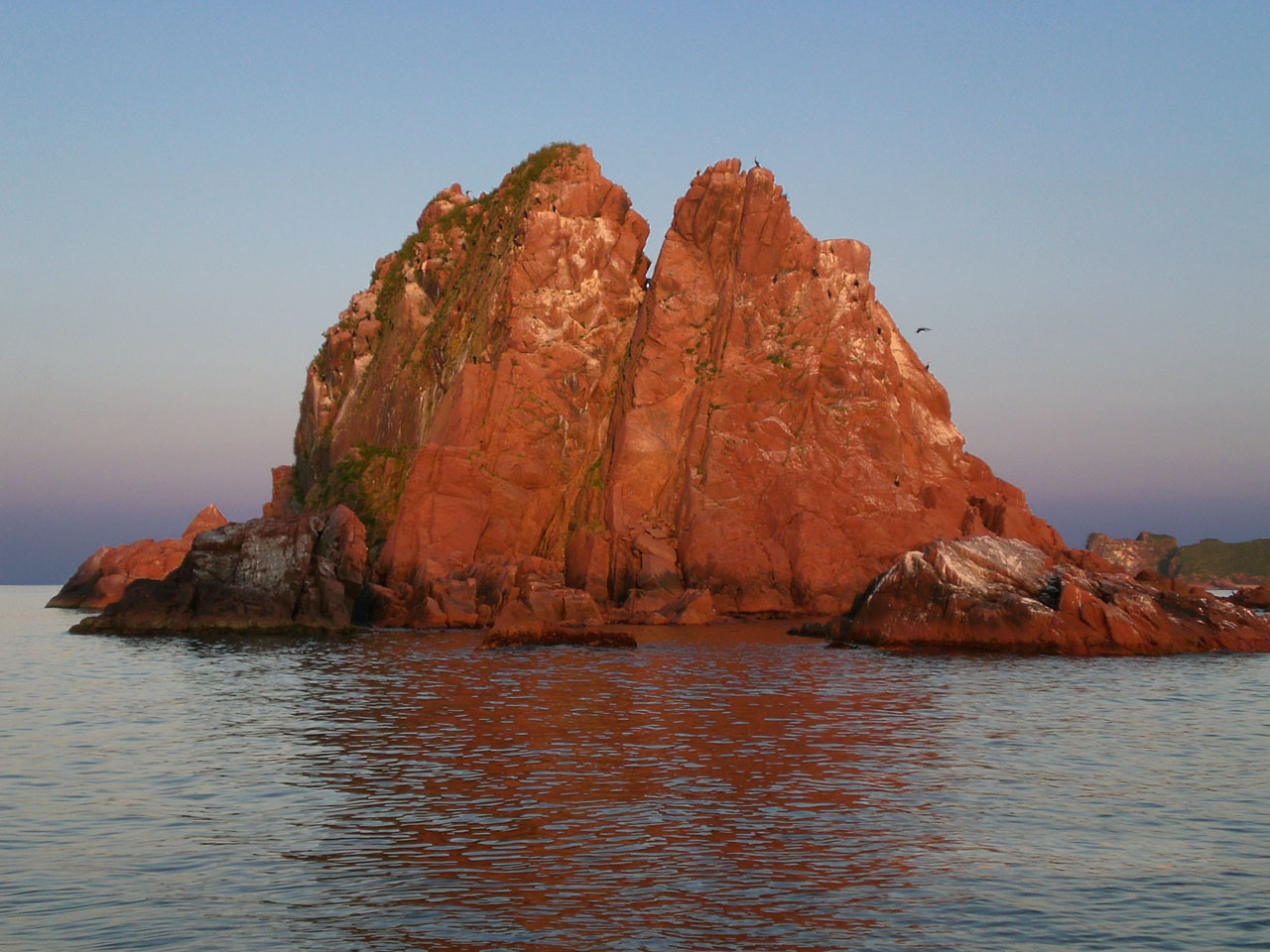
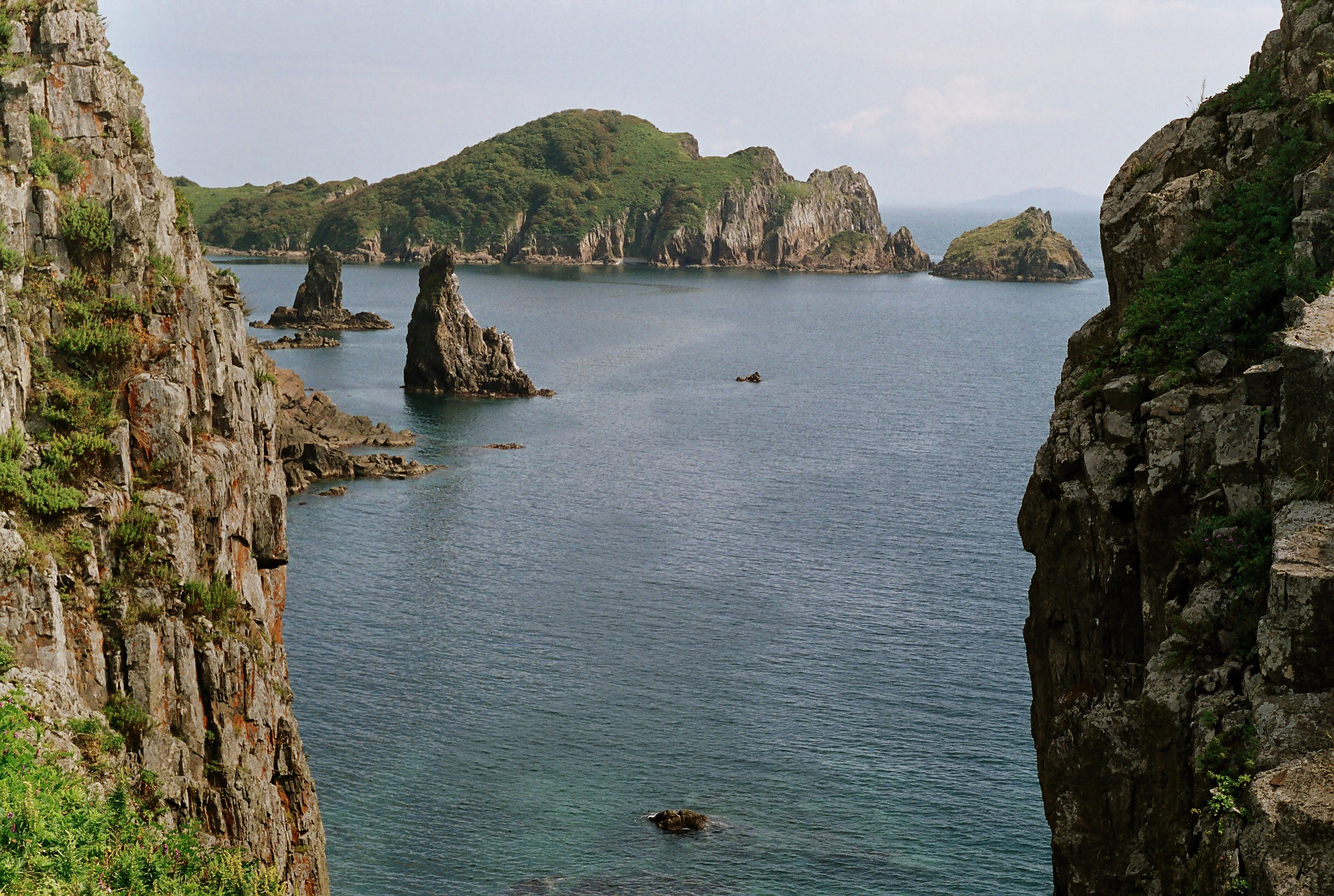
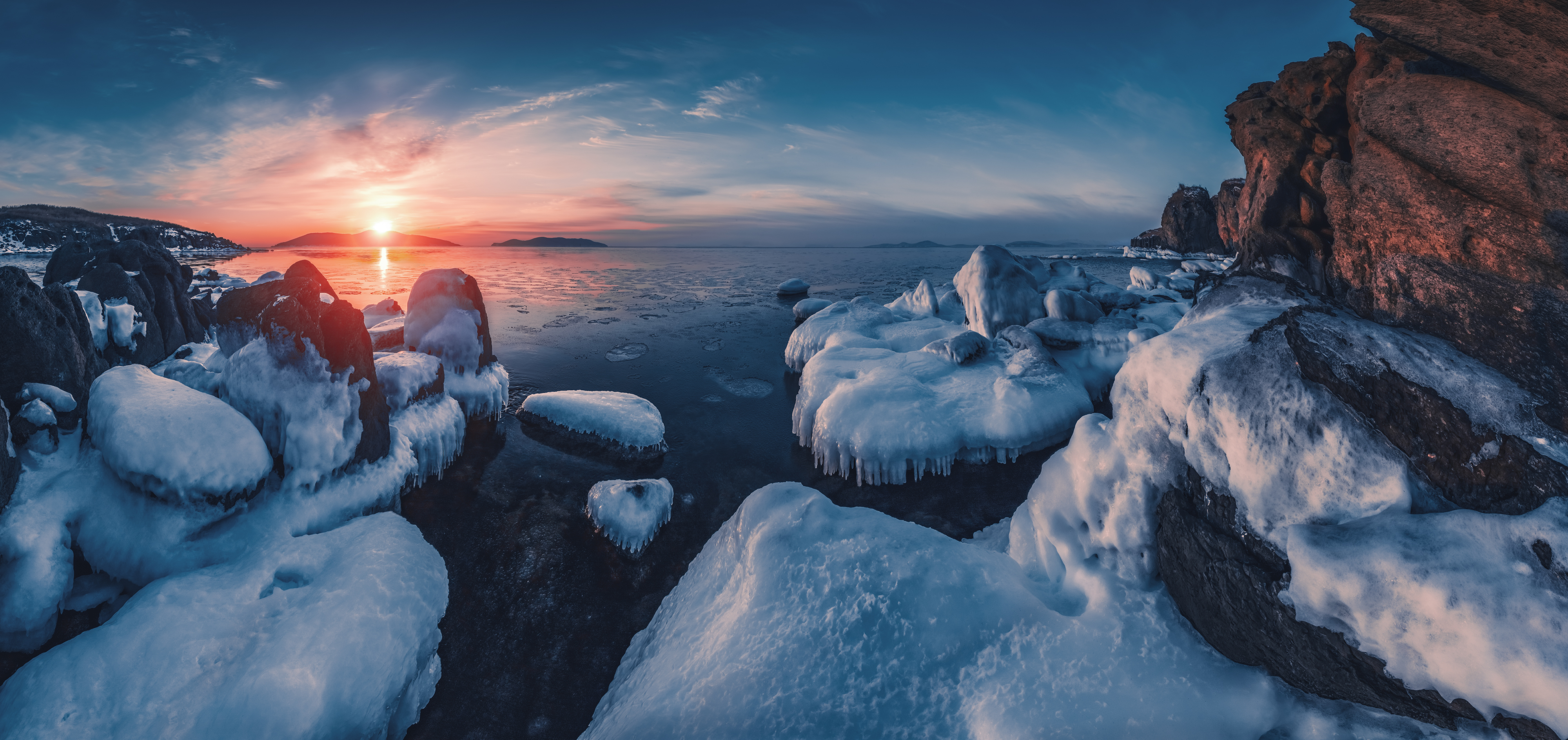

## وصلات خارجية
- Sea of Japan — وزارة الخارجية اليابانية تستخدم تسمية بحر اليابان.
- East Sea: Hot Topic وزارة الخارجية الكورية الجنوبية تدافع عن تسمية «بحر الشرق» وترد على الحكومة اليابانية بهذا البيان.
- Japan Probe Defending the 'Sea of Japan' from Korean ultra-nationalist propaganda
- korea.net؛ فيلم وثائقي عن بحر اليابان من وجهة نظر كورية.
- SaveSeaOfJapan.com نسخة محفوظة 24 سبتمبر 2009 على موقع واي باك مشين. اليابان ترفض المقترح الكوري.
- Nori- East Sea نسخة محفوظة 30 ديسمبر 2008 على موقع واي باك مشين. موقع الكوري الجنوبي الكتروني يقارن بين تسمية بحر اليابان وبحر الشرق".